# Oncidium incurvum
O Oncidium incurvum  é uma espécie de orquídeas do gênero Oncidium, também chamado de dama dançante por causa de seu labelo que se assemelha a uma bailarina,  e com qualquer vento se move continuamente, da subfamília Epidendroideae da família das Orquidáceas.

## Etimologia
O nome científico "incurvum" é devido a grande inflorescência de flores diminutas que faz encurvar de forma arqueada.

## Habitat
Esta espécie é nativa do México, do estado de Veracruz até  Chiapas. Esta Orquídea se desenvolve em áreas de contraste de calor e frio, com días amenos e noites frias de onde é frequente a formação de nevoeiros.

## Descrição
O Oncidium incurvum é uma orquídea epífita ou rupícola com pseudobulbos cilíndricos achatados lateralmente de que saem apicalmente duas folhas coriáceas estrechas oblongo linguladas, em seu centro sai uma haste floral que se desenvolve de forma arqueada, dando lugar a uma cascata de numerosas, diminutas e perfumadas flores de 1 cm de diâmetro.
Possui uma haste floral paniculada. Flores com manchas de várias tonalidades de cor púrpura e labelo branco.

## Cultivo
Tem preferência por alta luminosidade ou com sombra moderada. Pode-se por no exterior como os Cymbidiums para estimular a floração. No inverno, manter o substrato seco com poucas regas.
Florescem de Janeiro a Fevereiro em seu habitat. No hemisfério norte, no Outono e no Inverno.

## Sinônimos
- Oncidium alboviolaceum A. Rich. & Galeotti (1845)
- Oncidium incurvum var. album Rchb.f. (1882)